# OpenSearch
OpenSearch és una col·lecció de tecnologies que permet la publicació dels resultats d'una cerca en un format adequat per a la sindicació i agregació. És una manera que permet als llocs web i cercadors publicar els resultats de les cerques en un format estandard i accessible. OpenSearch 1.0 fou presentat el març del 2005 dins del projecte a9.com d'Amazon. L'esborrany de la versió 1.1 fou present el setembre del mateix any. Les especificacions dels documents estan alliberades sota una llicència Creative Commons de reconeixement i comparteix-igual.

## Resum
El projecte OpenSearch està format per:
1. Arxius de Descripció OpenSearch (OpenSearch Description files): arxius XML que identifiquen i descriuen el cercador.
  - Sintaxi de Consulta OpenSearch (OpenSearch Query Syntax): descriu on i com s'obtenen el resultats.
2. Resposta OpenSearch (OpenSearch Response): format amb el qual es presenten els resultats de la cerca. La versió 1.1 accepta múltiples formats de resposta per a un mateix arxiu descriptor XML. Els més habituals són RSS, Atom i HTML.
3. Agregadors OpenSearch (OpenSearch Aggregators): Llocs web o programes que permeten mostrar respostes OpenSearch.

## Cercadors i programari amb suport per a OpenSearch
- Internet Explorer (a partir de la versió 7)
- Mozilla Firefox (a partir de la versió 2)
- SeaMonkey (a partir de la versió 2.1)
- OpenSearch Klip Arxivat 2007-02-05 a Wayback Machine. - per utilitzar amb the Klipfolio
- Més programari relacionat amb la tecnologia OpenSearch Arxivat 2006-06-23 a Wayback Machine.

## Directori de llocs web amb suport per a OpenSearch
- Des del passat 5 d'agost del 2005 existeix un directori públic d'Arxius de Descripció OpenSearch a a9.com Arxivat 2007-04-06 a Wayback Machine.. Es pot consultar el directori via an HTML[Enllaç no actiu], com un fil RSS Arxivat 2007-03-12 a Wayback Machine., o a través del seu propi Arxius de Descripció OpenSearch Arxivat 2006-07-09 a Wayback Machine..